# سکو
سَکّو (سکوب هم نوشته‌اند) به انواعی از سطح‌های تخت بلندتر از زمین گفته می‌شود که برای مقاصد گوناگون مانند اجرای نمایش، سوار شدن به قطار، پرتاب موشک، قرار دادن مجسمه یا جنگ‌افزار شلیکی بر روی آن و دیگر کاربردها استفاده می‌شود. سکوها را معمولاً سنگی، چوبی، سیمانی یا فلزی می‌سازند.
در قدیم این واژه بیشتر به بلندی‌ های تختی که بیشتر از سنگ در دوطرف کوچه‌ ها یا میان باغ‌ ها و زیر درختان پربرگ برای استراحت در زیر سایه ساخته می‌شد به کار می‌رفت. در این معنی به آن تختگاه هم می‌گفتند.
امروزه نیز سکوهایی سنگی در بوستان‌ها (پارک‌ها) ساخته و نصب می‌شود تا کار نیمکت را انجام دهد.
در گفتار امروزی گاه اصطلاحاً به محل، نهاد یا مفهومی که چند نهاد یا عنصر کوچک‌تر می‌توانند به آن دسترسی داشته باشند و آن محل یا مفهوم قابل دید برای همه آن اجزاء باشد سکو گفته می‌شود.
در گفتار عصر مدرن در دنیای دیجیتال به پلتفرم های اجرایی یک گیم‌پلی یا نرم افزار نیز سکو می گویند مانند اینکه بازی ماینکرافت بر روی چندین سکو از جمله ویندوز و اندروید و آی‌او‌اس اجرا می شود.

## سکوهای نمایشی
منظور از ساخت سکوهای نمایشی اینست که موضوع مورد نمایش از جایگاه تماشاگران به خوبی قابل رویت باشد. سکوهای نمایشی را اغلب صحنه هم می‌گویند.
در نمایش‌های تعزیه در ایران معمولاً در تکیه‌ها سکویی در وسط برپا می‌کردند با دو ردیف پلکان دو یا سه تائی در طرفین سکو و گذرگاهی محیط بر سکو به عنوان جای اسب‌تازی و جنگ و جدال. در تکیه‌های بزرگ مانند تکیه دولت در تهران، سواران می‌توانستند از یک مدخل وارد محوطه زیر سکو بشوند، دوری بزنند و از مدخل دیگر خارج شوند. 

برای نمایش آخرین مدهای لباس، امروزه سکویی استفاده می‌شود که اصطلاحاً گربه‌رو نام دارد.

## انواع سکوها

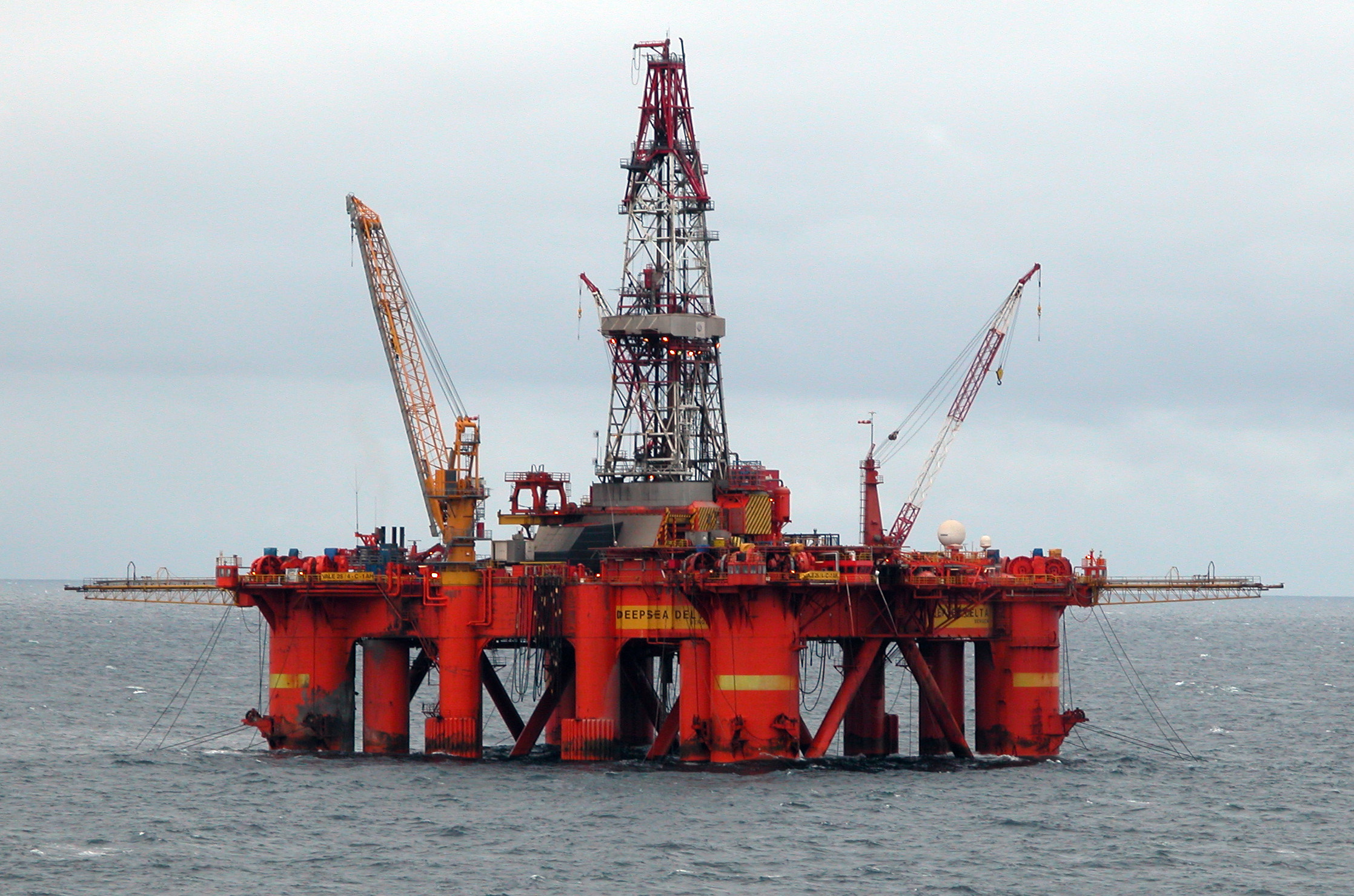
یک سکوی نفتی در دریای شمال.

- سکوی قطار
- سکوی مجسمه
- سکوی اعدام
- سکوی خطابه
- سکوی پرش
- سکوی پرتاب
- سکوی نفتی
- سکوی حفاری
- سکوی توپ
- سکوی پدافند
- سکوی فرود بالگرد
- سکوی نمایش
- سکوی قهرمانی
- سکوی نرم‌افزاری و سخت‌افزاری
- گربه‌رو (سکوی نمایش مد لباس)